# روبرت شابيرو (محام)
روبرت ليزني شابيرو (ولد في عام 1942 الثاني من سبتمر) وهو و شريك بارز في مكتب محاماة ومقره لوس أنجلوس- محاماة جلاسر ويل فينك يعقوب هوارد افشين و شابيرو LLP . شابيرو هو الأكثر شهرة كونه جزء من فريق الدفاع والذي دافع بنجاح لصالح أولينتل جيمس سيمبسون في عام 1995 من اتهامات بأنه قتل زوجته السابقة نيكول بروان ورونالد غولدمان في عام 1994 . وبعد فترة وجيزة من محاكمة سيمبسون قاد شابيرو ممارسته بعيدًا عن ساحة الدفاع الجنائي واتجه نحو ساحة الدعوى القضائية المدنية . وكان له إعلانات تلفزيونية .

## حياته الشخصية
عاش انه يهودي

## روابط خارجية
- روبرت شابيرو على موقع IMDb (الإنجليزية)
- روبرت شابيرو على موقع إن إن دي بي (الإنجليزية)